# Бойд, Уильям (актёр)
В Википедии есть статьи о других людях с таким именем и фамилией, см. Бойд, Уильям.
Не следует путать с другим американским актёром, Уильямом «Стэйджем» Бойдом (1886—1935).
Уи́льям Бойд (англ. William Boyd; 5 июня 1895[…], Hendrysburg, Огайо — 12 сентября 1972[…], Лагуна-Бич, Калифорния) — американский актёр радио, кино и телевидения, продюсер кино и телевидения. Наиболее запомнился исполнением роли ковбоя Хопалонга Кэссиди.

## Биография
Уильям Лоренс Бойд родился 5 июня 1895 года в поселении Хендрисберг (штат Огайо, США). Вскоре после рождения переехал с родителями в город Кембридж (Огайо), а с 1909 (или 1903) по 1913 год жил в городе Талса (Оклахома). Отец — Чарльз Уильям Бойд, сезонный рабочий, мать звали Лида Уилкинс. Его родители умерли, когда он был ещё подростком, поэтому юноша бросил школу и начал работать бакалейщиком, потом нефтепромысловым рабочим. Вскоре он перебрался в Калифорнию, где работал сборщиком апельсинов, геодезистом, продавцом автомобилей, записался добровольцем в армию (6 апреля 1917 года США объявили войну Германии), но не прошёл медкомиссию из-за «слабого сердца». С 1918 года начал сниматься в фильмах, в массовках, без указания в титрах, но уже с 1920 года ему стали давать заметные роли с указанием в титрах. К 1927 году жалованье Бойда достигло 100 000 долларов в год (ок. 1 473 000 долларов в ценах 2021 года).
В 1931 году одна газета опубликовала репортаж об аресте актёра Уильяма «Стэйджа» Бойда (1886—1935) за азартные игры и употребление алкоголя (в то время в США был сухой закон). Заметку ошибочно сопровождало фото Уильяма Лоренса Бойда. Вскоре газета извинилась за ошибку, но имидж актёра был сильно испорчен: RKO Pictures расторгло с ним контракт, за три года (с начала 1932 по конец 1934 года) Бойд смог получить роли лишь в семи фильмах (причём в титрах он был указан как Билл Бойд), к 1935 году он был практически разорён.
В 1935 году Бойд успешно прошёл пробы на главную роль в фильме «Хоп-Алонг Кэссиди». Он так подошёл на эту роль, что в дальнейшем, до самого конца своей кинокарьеры в 1954 году, играл только этого персонажа. В 1940 году Бойд рассказал о прошедших пяти годах в образе Хопалонга Кэссиди: «За это время я снялся в 28 фильмах, сделал 30 000 выстрелов, убил по меньшей мере 100 негодяев, сносил 12 костюмов и 60 десятигаллонных шляп, проскакал верхом больше 2000 миль, выпас стада на 5000 голов. Спас несколько десятков героинь, но ни одну из них даже не поцеловал». С 1935 по 1941 год эти ленты выпускала киностудия Paramount Pictures, с 1942 по 1944 год — United Artists (во всех случаях продюсером был Гарри Шерман), но затем серию лент о Хопалонге Кэссиди сочли исчерпавшей себя. Однако Бойд так не считал, поэтому сам попробовал себя как продюсер, выпустив с 1946 по 1948 год ещё 12 картин об этом персонаже (с собой в главной роли), а в 1952—1954 годах спродюсировал 52 эпизода телесериала «Хопалонг Кэссиди» (сыграл главную роль в 40 из них). Бойд выкупил у Шермана права на все фильмы с его участием в роли Хопалонга Кэссиди, снятые в 1935—1944 годах, выложив за это 350 000 долларов (ок. 5 172 000 долларов в ценах 2021 года), для чего ему пришлось продать или заложить всё, что имел. Шерман был уверен, что и эта серия фильмов, и сам актёр себя исчерпали, поэтому с легкостью согласился на сделку.
В 1948 году Бойд запустил радипрограмму «Хопалонг Кэссиди» (с собой в главной роли), которая успешно транслировалась на протяжении четырёх лет. Он регулярно участвовал в различных встречах с молодёжью, парадах (Novant Health Thanksgiving Day Parade на День благодарения в 1950 году в городе Шарлотт (Северная Каролина)) в образе своего ковбоя. Его изображение в образе массово печаталось на часах, мусорных баках, чашках, тарелках, вкладышах жвачки Topps (на это актёр согласился после долгих раздумий, так как не любил и не одобрял жевательную резинку), коробках для завтрака, игрушках, шинах, моторном масле, упаковках яиц, пакетах молока, ковбойских игрушках (пистолеты, кобуры и т. п.) Актёр в образе появлялся в комиксах, на обложках журналов (Look от 29 августа 1950; Time от 27 ноября 1950).
Бойд был убеждённым республиканцем, принимал активное участие в продвижении на пост президента Дуайта Эйзенхауэра в 1952 году.
В 1955 году Бойду предложили главную роль Моисея в ленте «Десять заповедей». Актёр отказался, уверенный, что зрители могут воспринимать его исключительно как Хопалонга Кэссиди и ни в каком другом образе. В итоге роль отдали Чарлтону Хестону, а сам фильм ждал оглушительный успех.
Во второй половине 1950-х годов Бойд перебрался в город Палм-Дезерт (Калифорния), где занялся бизнесом в области недвижимости. Постепенно он стал давать всё меньше интервью, перестал фотографироваться, чтобы не разочаровывать поклонников, которые запомнили его в образе героя-ковбоя, а не пожилого бизнесмена.
В 1968 году Уильям Бойд перенёс операцию по удалению опухоли из лимфатической железы. Скончался актёр 12 сентября 1972 года от осложнений, вызванных болезнью Паркинсона, и застойной сердечной недостаточности. Похоронен на кладбище «Лесная Поляна» в городе Глендейл (Калифорния).

### Признание
- 1960, 8 февраля — звезда на Голливудской «Аллее славы» «за вклад в киноиндустрию» (1734, Вайн-стрит[англ.])[13]
- 1993 — «Золотой ботинок» — памятная награда (посмертно)
- 1995 — включён в Зал великих актёров вестернов[англ.] при Национальном музее ковбоев и западного наследия (посмертно)

### Личная жизнь
Уильям Бойд был женат пять раз:
1. Лора М. Мэйнс, богатая наследница, не связанная с кинематографом. Брак заключён 6 февраля 1917 года, до сентября 1921 года последовал развод. Детей нет.
2. Рут Миллер (1903—1981), малоизвестная киноактриса. Брак заключён 24 сентября 1921 года, 19 ноября 1924 года последовал развод. Детей нет[14].
3. Элинор Фэйр[англ.] (1903—1957), киноактриса. Брак заключён 13 января 1926 года, 16 ноября 1929 года последовал развод[15]. У пары был сын Уильям Уоллес Бойд, но он умер от пневмонии в младенчестве.
4. Дороти Себастиан (1903—1957), актриса театра и кино. Брак заключён 19 декабря 1930 года, 30 мая 1936 года последовал развод. Детей нет[16].
5. Грейс Брэдли (1913—2010), киноактриса. Брак заключён 5 июня 1937 года и продолжался 35 лет до самой смерти актёра. Детей нет[17].

## Избранная фильмография
За свою карьеру длиной 36 лет (1918—1954) Бойд снялся в примерно 140 фильмах и 40 эпизодах одного телесериала, выступил исполнительным продюсером двенадцати картин и 52 эпизодов одного телесериала.

| См. также Список фильмов о Хопалонге Кэссиди. - 1935 — Хоп-Алонг Кэссиди / Hop-Along Cassidy - 1935 — Орлиный выводок / The Eagle's Brood - 1935 — ? / Bar 20 Rides Again - 1936 — Зов прерий / Call of the Prairie - 1936 — Хопалонг Кэссиди возвращается / Hopalong Cassidy Returns - 1936 — Пыль дорог / Trail Dust - 1937 — Хопалонг снова в седле / Hopalong Rides Again - 1937 — Техасская тропа / Texas Trail - 1938 — Компаньоны с Равнин / Partners of the Plains - 1938 — Кэссиди с ранчо «Бар 20» / Cassidy of Bar 20 - 1938 — Сердце Аризоны / Heart of Arizona - 1938 — Справедливость ранчо «Бар 20» / Bar 20 Justice - 1938 — Гордость Запада / Pride of the West - 1938 — Тропа заката / Sunset Trail - 1938 — В старой Мексике / In Old Mexico - 1938 — Переселенцы / The Frontiersmen - 1939 — Серебряный мудрец / Silver on the Sage - 1939 — Тропа предательства / Renegade Trail - 1939 — Дальнобойная война / Range War - 1939 — Закон пампы / Law of the Pampas - 1940 — Маршал Санта-Фе / Santa Fe Marshal - 1940 — Вскрывая карты / The Showdown - 1941 — Пограничные дружинники / Border Vigilantes - 1941 — Пираты на коне / Pirates on Horseback - 1941 — Гостеприимный городок / Wide Open Town - 1941 — Преступники пустыни / Outlaws of the Desert - 1942 — Затерянный каньон / Lost Canyon - 1943 — Хоппи получает повестку в суд / Hoppy Serves a Writ - 1943 — Пограничный патруль / Border Patrol - 1943 — Товарищи по оружию / Colt Comrades - 1943 — Ранчо «Бар 20» / Bar 20 - 1943 — Фальшивые цвета / False Colors - 1943 — Всадники смерти / Riders of the Deadline - 1944 — Техасский маскарад / Texas Masquerade - 1944 — Таинственный человек / Mystery Man - 1944 — Сорок воров / Forty Thieves - 1946 — Золото дураков / Fool's Gold - 1946 — Прибежище дьявола / The Devil's Playground - 1947 — Опасное приключение / Dangerous Venture - 1948 — Зловещее путешествие / Sinister Journey - 1948 — Странная авантюра / Strange Gamble - 1952 — Величайшее шоу мира / The Greatest Show on Earth (в титрах не указан) | В титрах указан - 1920 — Город масок / The City of Masks — плотник - 1920 — Городской воробей / A City Sparrow — Хьюи Рэй - 1921 — Семья Джаклинов / The Jucklins — Дэн Стюарт - 1921 — Миллионы Брюстера / Brewster's Millions — Харрисон - 1921 — Мудрый дурень / A Wise Fool — Джерард Файнс - 1921 — Лунный свет и жимолость / Moonlight and Honeysuckle — Роберт В. Кортни - 1922 — Короткие волосы / Bobbed Hair — Дик Бартон - 1922 — Милые люди / Nice People — Оливер Комсток - 1922 — В далёких морях / On the High Seas — Дик Деверо - 1922 — Молодой раджа / The Young Rajah — Стивен Ван Коверт - 1923 — Голливуд / Hollywood — в роли самого себя - 1923 — Храм Венеры / The Temple of Venus — Стэнли Дейл - 1923 — Враги детей / Enemies of Children — Филип Конуэй, распутник - 1925 — Мичман / The Midshipman — Картофелина - 1925 — Дорога во вчерашний день / The Road to Yesterday — Джек Морленд - 1926 — Волжский бурлак / The Volga Boatman — Фёдор, бурлак - 1927 — Клипер «Янки» / The Yankee Clipper — Хэл Уинслоу, капитан клипера «Янки» - 1927 — Царь царей / The King of Kings — Симон Киринеянин - 1927 — Два аравийских рыцаря / Two Arabian Knights — рядовой У. Дейнджерфилд Фелпс-третий - 1927 — Парад платьев / Dress Parade — Вик Донован - 1928 — Ночной лётчик / The Night Flyer — Джимми Брэдли - 1928 — Небоскрёб / Skyscraper — Блондин - 1928 — Полицейский / The Cop — Пит Смит - 1929 — Повелительница тротуаров / Lady of the Pavements — граф Карл Фон Арним - 1929 — Морская пехота / The Leatherneck — Уильям Кэлхун - 1929 — Летающий дурак / The Flying Fool — Билл Тейлор - 1929 — Высокое напряжение / High Voltage — Билл, бой - 1931 — Раскрашенная пустыня / The Painted Desert — Билл Холбрук - 1931 — За пределами победы / Beyond Victory — сержант Билл Тэтчер - 1931 — Флот самоубийц / Suicide Fleet — Балтимор В титрах не указан - 1918 — Новые жёны в обмен на старых / Old Wives for New — массовка - 1920 — Шесть лучших погребов / The Six Best Cellars — Холсаппел - 1920 — Зачем менять жену? / Why Change Your Wife? — морской офицер в гостинице - 1921 — Запретный плод / Forbidden Fruit — игрок в бильярд - 1922 — Моран леди Летти / Moran of the Lady Letty — друг Рамона - 1924 — Ноги из глины / Feet of Clay — юноша из общества |

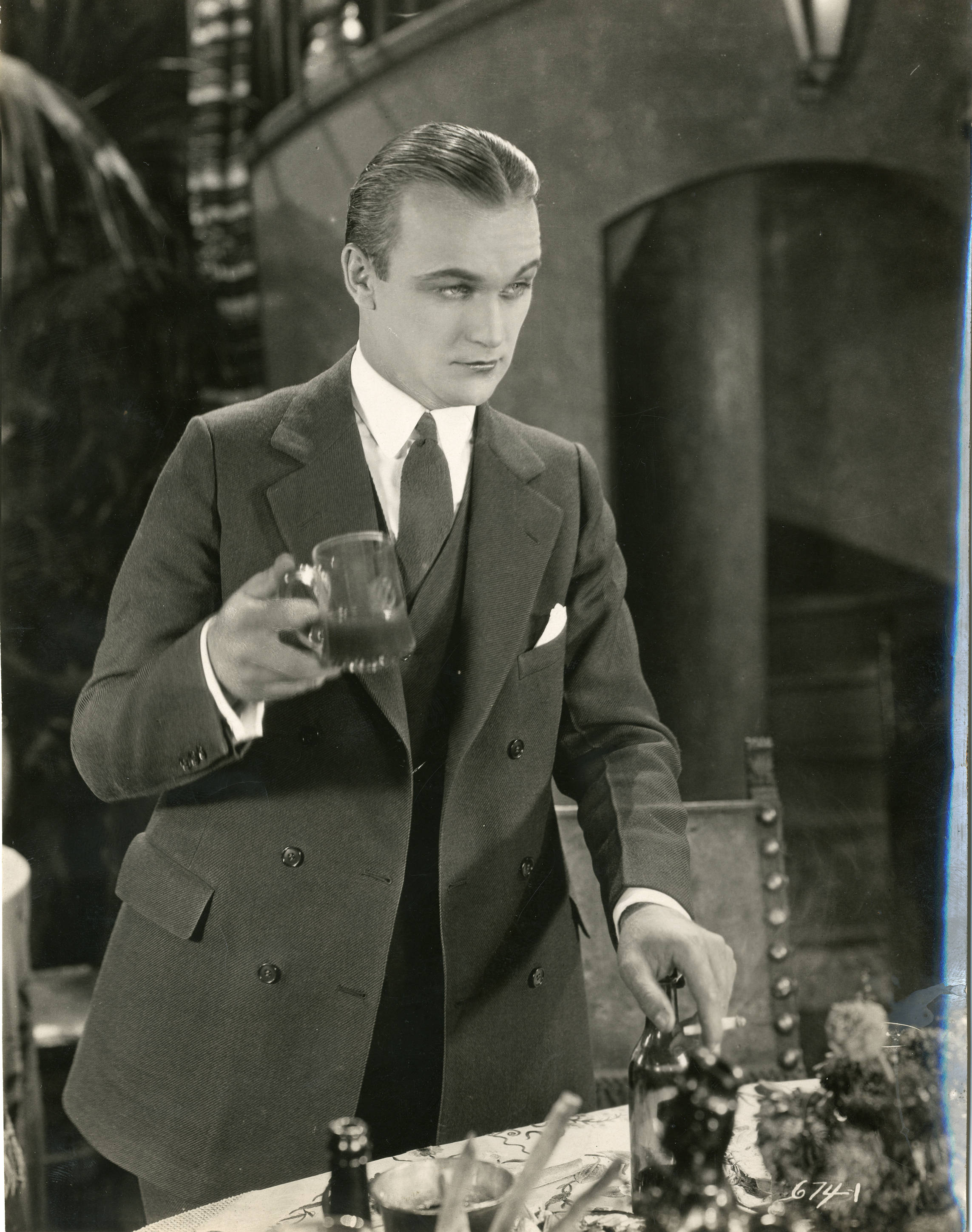
Фото 1925 года
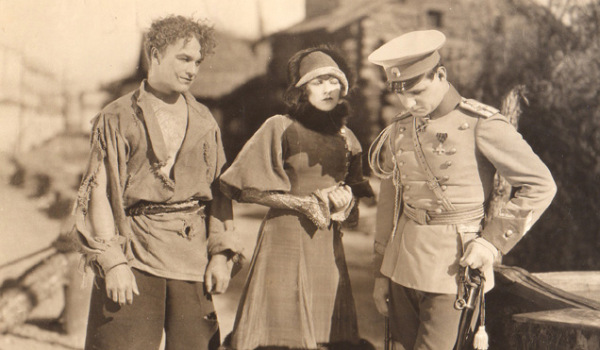
Слева направо: Уильям Бойд, Элинор Фэйр[англ.] и Виктор Варкони в фильме «Волжский бурлак» (1926)
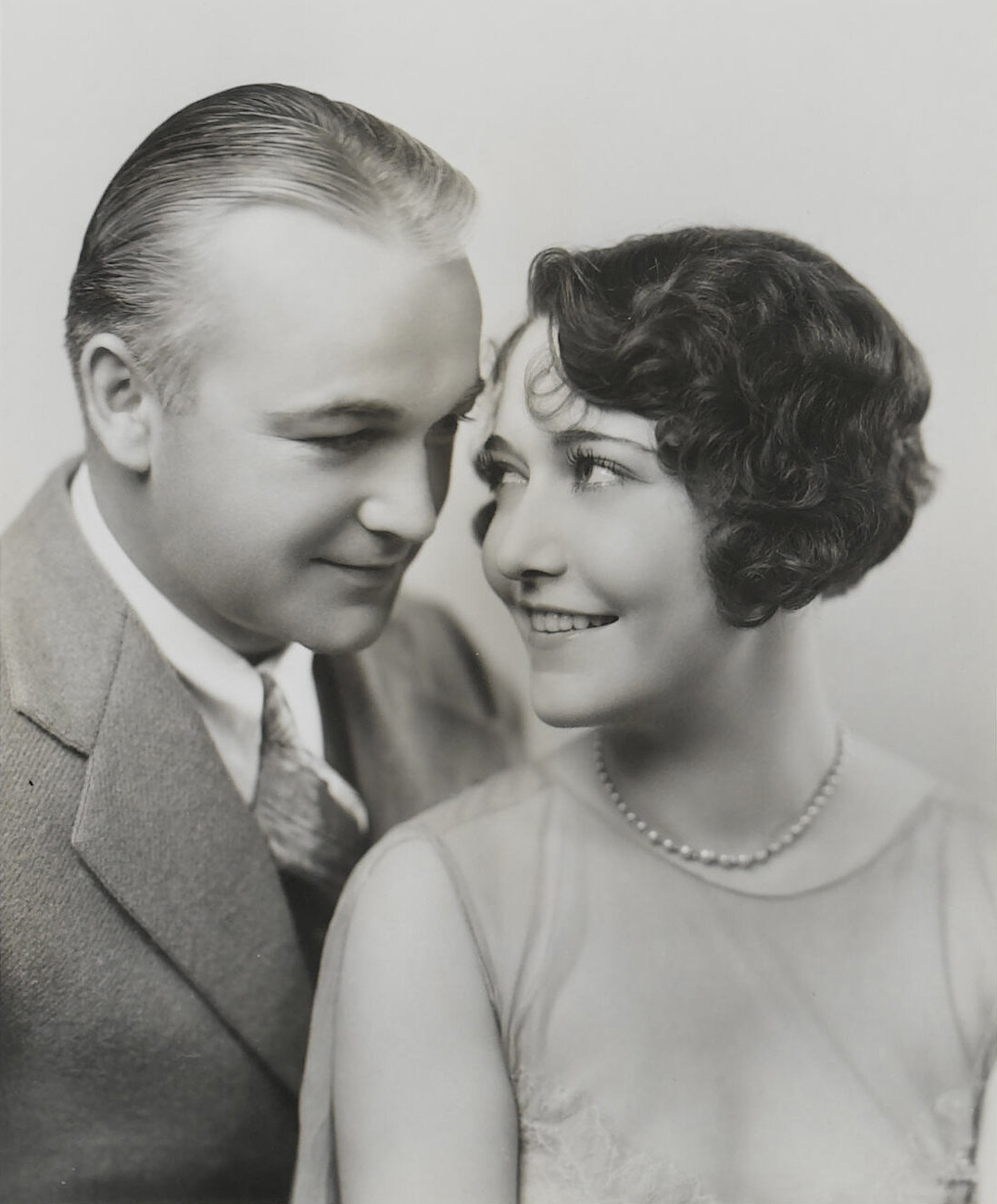
С Дороти Себастиан, будущей четвёртой женой, за год до свадьбы (1929)
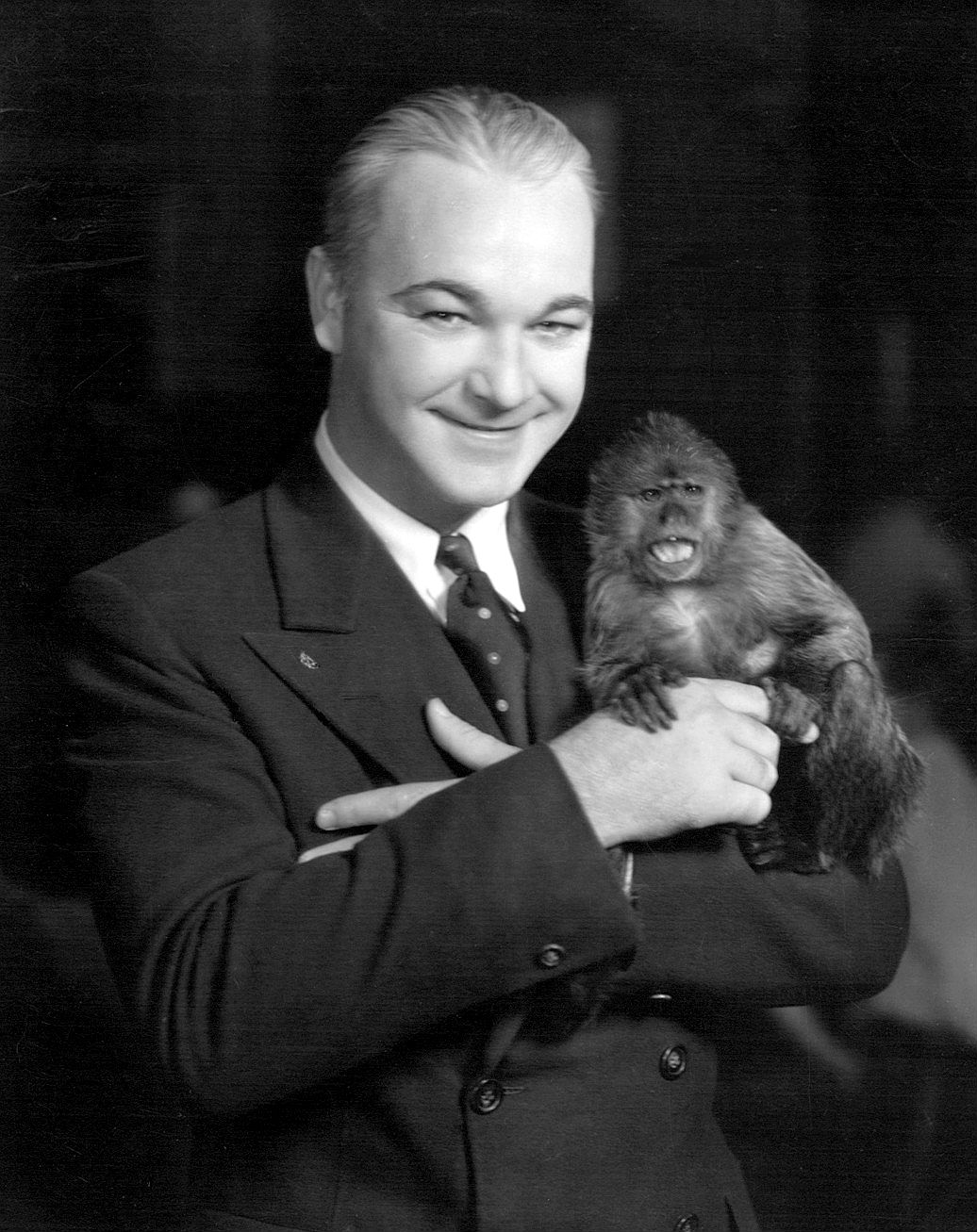
С Мисс Джозефиной на съёмках фильма «Большая игра» (1931)
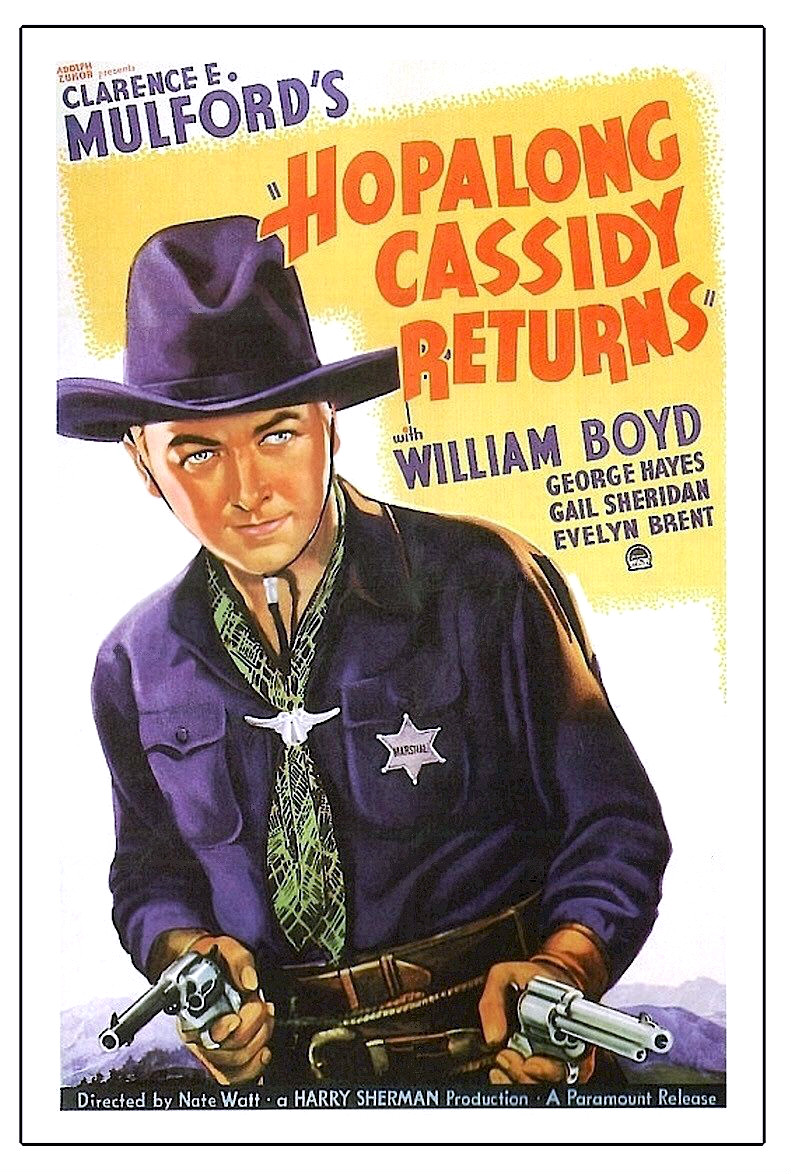
На постере фильма «Хопалонг Кэссиди возвращается[англ.]» (1936)
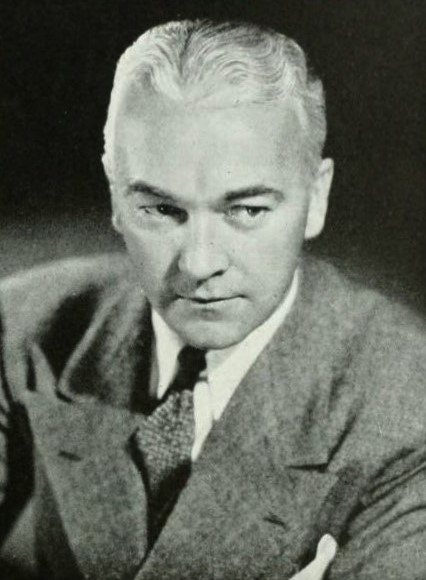
Фото 1939 года
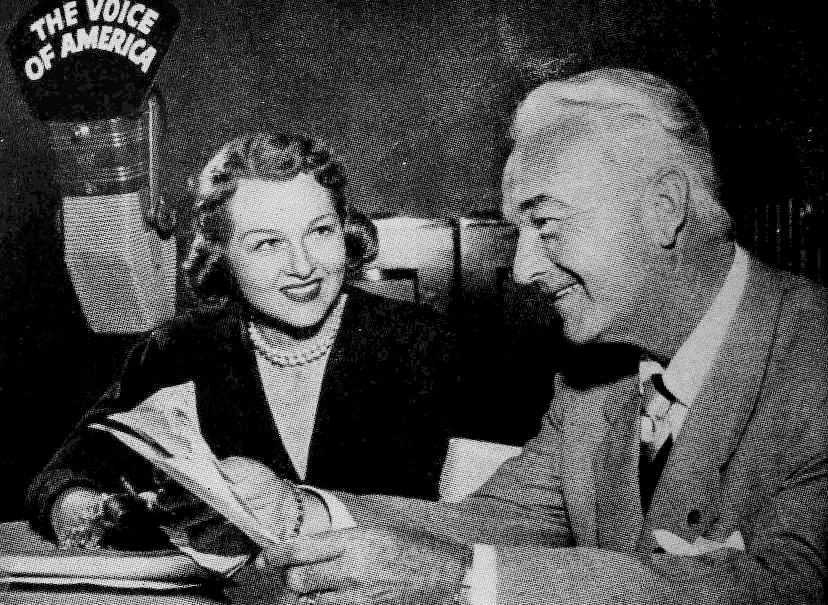
C Джо Стаффорд в передаче на «Голосе Америки» (1951)
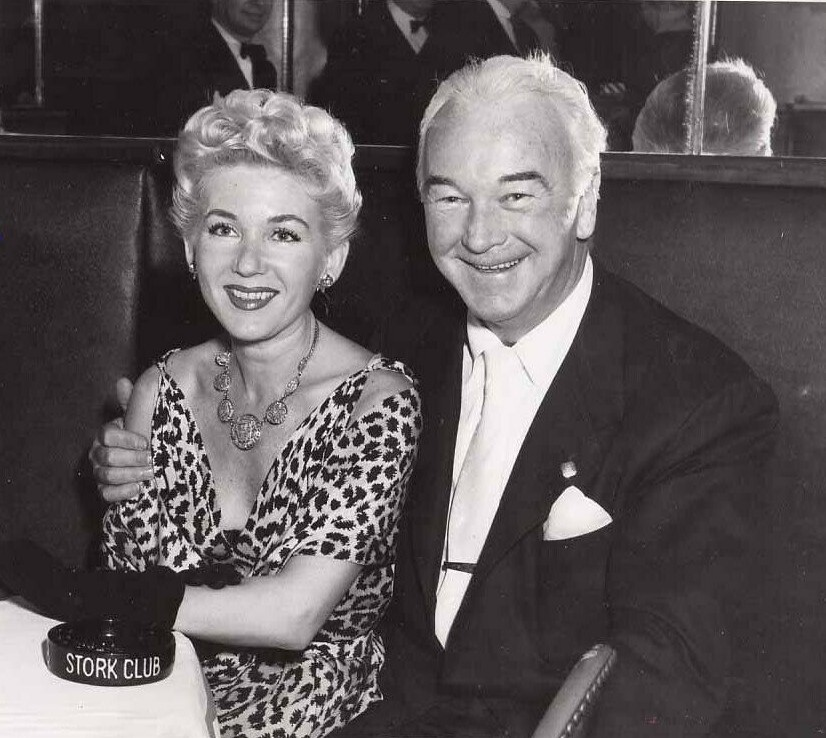
С пятой женой, Грейс Брэдли, в ночном клубе «Аист»[англ.] (1954)